# Zdzisław Domański
Zdzisław Kazimierz Domański (ur. 6 czerwca 1943 w Kłodawie) – polski ogrodnik i polityk, samorządowiec, rolnik, poseł na Sejm X i I kadencji.

## Życiorys
Od 1965 prowadził indywidualne gospodarstwo ogrodnicze. Ukończył w 1971 Technikum Ogrodnicze w Powierciu. Sprawował mandat radnego Wojewódzkiej Rady Narodowej w Koninie. Był posłem na Sejm X kadencji z okręgu konińskiego z ramienia Zjednoczonego Stronnictwa Ludowego (po jego rozwiązaniu działał w Polskim Stronnictwie Ludowym „Odrodzenie”). Zasiadał także w Sejmie I kadencji, mandat uzyskał z listy Polskiego Stronnictwa Ludowego z okręgu konińsko-sieradzkiego. 
W latach 1994–2006 pełnił funkcję burmistrza gminy Kłodawa, w 2006 nie został ponownie wybrany. Uzyskał wówczas mandat radnego powiatu kolskiego. Ponownie wybierany w 2010 i 2014. Pełnił funkcję wiceprzewodniczącego rady powiatu.
Był członkiem zarządu wojewódzkiego i wiceprezesem zarządu powiatowego Związku Ochotniczych Straży Pożarnych RP.
W 1984 odznaczony Srebrnym Krzyżem Zasługi.